# Grand Strand

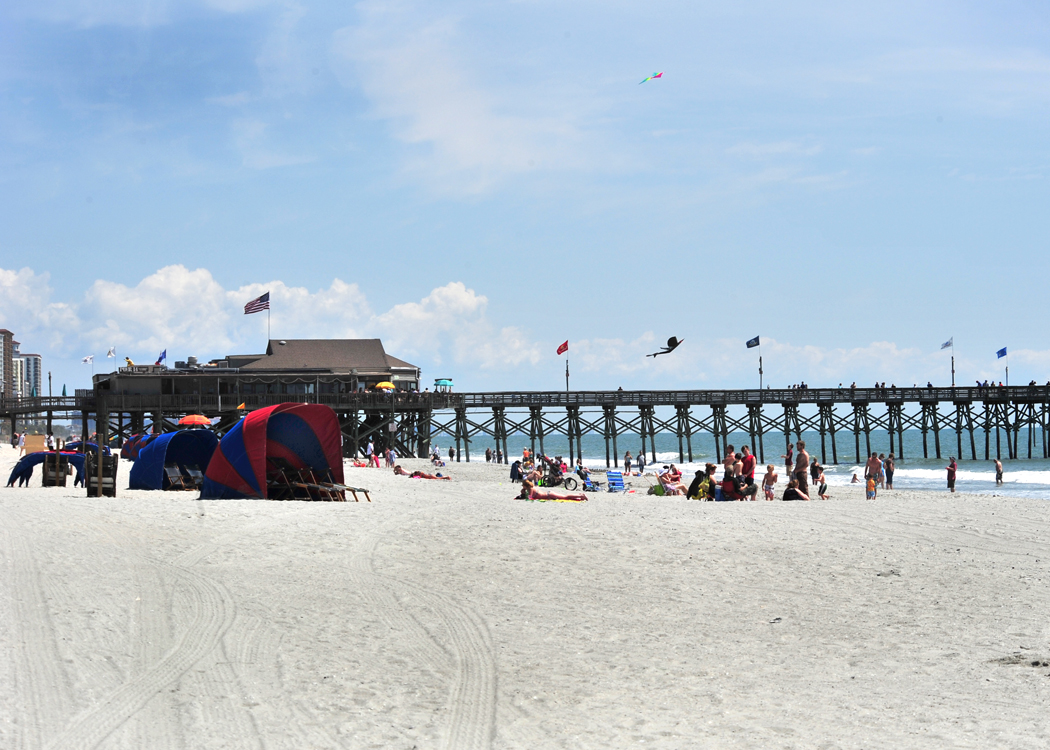
Myrtle Beach (2010)

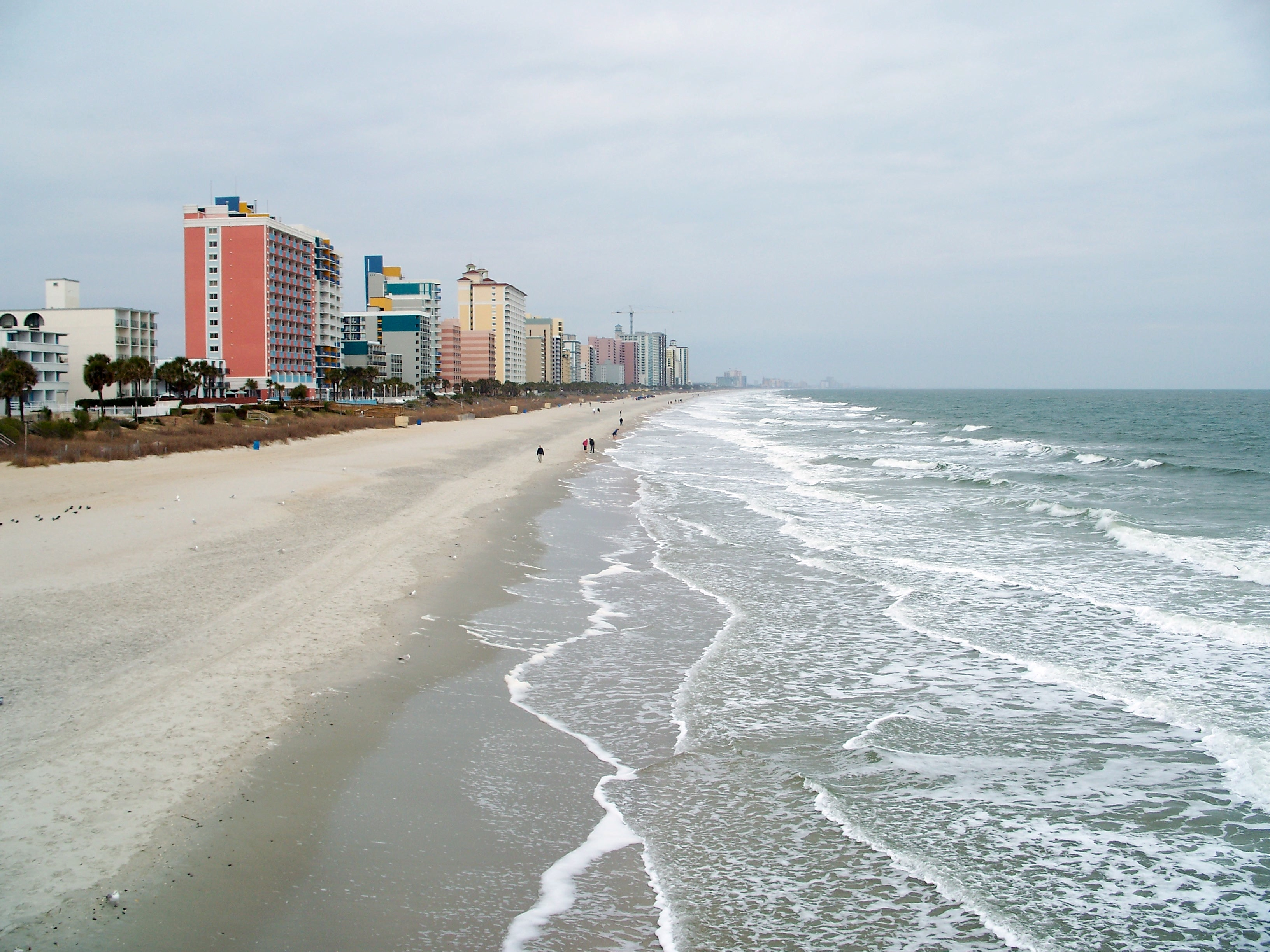
Strand von Myrtle Beach (2007)

Grand Strand ist die Bezeichnung für das beliebte Touristengebiet an der Atlantikküste im Osten des US-Bundesstaates South Carolina.
Die Region ist vor allem als Golferparadies bekannt, denn hier gibt es auf kleinem Raum 115 Golfplätze.
Das Zentrum des Grand Strand macht die Stadt Myrtle Beach aus, die mit zwei Vergnügungsparks, unzähligen Minigolfplätzen, Museen, Nachtclubs und Kneipen eines der größten Touristenziele entlang der gesamten Ostküste darstellt.

## Städte und Ortschaften am Grand Strand
Von Nord nach Süd:
- Little River, South Carolina
- North Myrtle Beach, South Carolina
- Myrtle Beach, South Carolina
- Surfside Beach, South Carolina
- Garden City, South Carolina
- Murrells Inlet, South Carolina
- Pawleys Island, South Carolina
- Georgetown, South Carolina